# Château de Châteaubourg
Le château de Châteaubourg est un château situé dans la commune française de Châteaubourg dans le département de l'Ardèche en France.

## Historique
Le château est construit au XIe siècle, au sommet d’une éminence rocheuse sur la rive droite du Rhône. Cependant, La construction du château ne fut pas attestée dans les documentations officielles, puisque les structures de la première génération castrale datent des XIIe et XIIIe siècle. D'après Pierre-Yves Laffont, le lignage apparaît dès le XIIe siècle dans la documentation ; mais pour ce dernier il n’y a aucun document qui peut nous faire renseigner sur ce dernier ; il se pourrait que la date établie soit de 1186.
Selon l’abbé Roche ; le seigneur de Châteaubourg mentionné était la famille de Clérieux. Dans ses mémoires, Joinville dit que, se rendant en croisade, le roi Louis IX en profita pour assiéger le château de La Roche de Glun. Le seigneur Rogier II de Clérieux et sa population passés au fil de l’épée, le roi fut logé au château de Châteaubourg. Par ailleurs, la famille Clérieu va être connue avec ce seigneur, puisque ce dernier s’est opposé directement au roi de France.
Après la mort de Silvion III de Clérieux ; c’est son fils Roger III qui devient seigneur de Châteaubourg ; il était également seigneur de Roche-De-Glun.
Il passa son château à son fils Guichard; mais meurt sans descendance masculine : ce fut le dernier seigneur Clérieux du château.
L’héritier universel du fief est Aymar V de Poitiers ; mais c’est son neveu qui deviendra le seigneur du château en 1358, 1362 et 1387.
en 1403, Châteaubourg va être vendu au seigneur de la Faye.
En 1406, ce dernier prêtera serment au souverain et va être le chambellan du roi.
À partir de 1475, c’est la famille de Chalencon qui deviendra le seigneur du château, après un mariage avec la fille de Beaumont.
Au cours des guerres de Religion le château subit les attaques des Huguenots.
Le comte de Lyon, Joseph Guy de Maurigon va devenir seigneur de Châteaubourg en 1717 et va le revendre en 1734 au comte de Montléans, cependant ce dernier mourut en 1764 sans héritier mâle.
La terre va être revendue pour 50 000 livres en 1777.
C’est à partir de 1782 que Jean-Jacques Guyenot va récupérer des parts de la seigneurie de Châteaubourg, mais la demeure doit affronter la période révolutionnaire.
Par ailleurs, le village connaîtra une modification de nom devenant « Rochebourg » pour ainsi effacer le passé de l’ancien Régime et féodal du village.
En 1821, dans une lettre du curé Lapassa à Monsieur de Bresse le château était alors en mauvais état : "[qu’] il avait coûté au seigneur du lieu plus de soixante mille francs pour le faire construire ; les plafonds sont à la vérité assez dégradés et délabrés depuis la Révolution. Je pense cependant qu’on pourrait le faire réparer pour moins de six mille francs".
En 1973, le château deviendra un hôtel-restaurant "l'Hostellerie de Chäteaubourg" jusqu'à sa vente.

## Description
Dans la basse-cour on trouvait un lieu de culte.
Selon les instructions du seigneur de l’époque à Monsieur Dupaillé pour des aménagements divers le château avait un pont-levis et une prison datant de la période d'avant la Révolution Française.